# Rels B
Rels B, pseudonimo di Daniel Heredia Vidal (Palma di Maiorca, 18 ottobre 1993), è un rapper spagnolo.

## Biografia
Originario di Palma di Maiorca, è salito alla ribalta nel 2019, dopo aver firmato un contratto con la divisione spagnola della Sony Music, anno in cui è avvenuta la pubblicazione del quinto album in studio Happy Birthday Flakko, che ha esordito alla 66ª posizione della Top Album spagnola, rimanendo in classifica per ulteriori 22 settimane. L'anno precedente si è svolta la sua prima tournée internazionale, a supporto del disco Flakk Daniel's LP. La traccia Sin mirar las señales ha valso all'artista il suo miglior posizionamento nella hit parade dei singoli, dopo aver debuttato in top twenty. La Productores de Música de España ha certificato 60 000 unità in singoli, equivalenti a un disco d'oro e uno di platino.
Nel 2020 è uscito il sesto disco La isla LP, che ha scalato la graduatoria nazionale fino al 12º posto. L'artista ha goduto di successo anche in suolo messicano, dove la Asociación Mexicana de Productores de Fonogramas y Videogramas gli ha conferito cinque dischi d'oro e dieci platini, per un totale di 750 000 unità certificate tra brani e album.

## Discografia

### Album in studio
- 2015 – Player Hater (con Itchy & Buco Sounds)
- 2016 – Boys Don't Cry
- 2017 – Inéditos
- 2018 – Flakk Daniel's LP
- 2019 – Happy Birthday Flakko
- 2020 – La isla LP
- 2023 – AfroLova' 23
- 2024 – A New Star (1993)
- 2025 – AfroLova' 25

### EP
- 2017 – Nueva generación (con Indigo Jams)
- 2024 – Nostalgia EP

### Mixtape
- 2022 – Smile Bix

### Singoli
- 2016 – 3:45
- 2016 – Por siempre
- 2016 – Re-Member
- 2016 – Money Maker
- 2016 – Lucy
- 2017 – Dreams
- 2017 – Cuéntaselo a otro
- 2017 – A solas (con Indigo Jams)
- 2017 – Forgive Me (con Indigo Jams)
- 2017 – I Know (con Indigo Jams)
- 2017 – Libres
- 2017 – Rock&Roll
- 2017 – Girlfriend (feat. Maikel Delacalle)
- 2017 – Loca
- 2017 – Es mejor
- 2018 – King Flakk
- 2018 – Lejos de ti
- 2018 – Si me muero
- 2018 – No es igual (con Pepe & Vizio e Kiddo feat. Flavio Rodríguez)
- 2018 – Euromillón
- 2018 – No me preocupa
- 2019 – Hey Shorty!
- 2019 – A mí
- 2019 – Ballin'
- 2019 – Dime cuantas veces (con Micro TDH)
- 2019 – Mejor no nos vemos
- 2019 – ¿Cómo te va, querida? (con Don Patricio)
- 2019 – La latina
- 2019 – Orgullo
- 2020 – Cuando quieras
- 2020 – No se perdona (con Nathy Peluso)
- 2020 – Para llegar arriba
- 2020 – No te imaginas (con Morad)
- 2020 – Un verano en Mallorca
- 2020 – Sin miedo
- 2020 – Me olvidé de los 2
- 2020 – Yo tengo un ángel
- 2021 – Clase G (con CashMoneyAp)
- 2021 – Como antes
- 2021 – Se apagó (con Camin)
- 2021 – Se me olvidó (con Gera MX)
- 2021 – Shorty que te vaya bn
- 2021 – No Boss (con Kaydy Cain e Ael)
- 2021 – Me gustas natural (con Eladio Carrión)
- 2022 – 100 Tracks
- 2022 – No sabe igual
- 2022 – Energía (con Blessd)
- 2022 – Cómo dormiste?
- 2022 – Pa quererte
- 2023 – Yo primero
- 2023 – Lo que hay x aquí
- 2023 – ¿Qué le pasa conmigo? (con Nicki Nicole)
- 2023 – Sin gato (miau!)
- 2023 – Un rodeoooo
- 2023 – Miamor (con Aitana)
- 2023 – Por dentro (con Kenia Os)
- 2024 – Ni 1 compejo
- 2024 – Yotuloko (con Omar Montes)
- 2024 – Balearico
- 2024 – Mi cuarto (con Tiago PZK)
- 2024 – Los días contados (con Quevedo)
- 2024 – Te regalo (con J Abecia)
- 2024 – 100 millones
- 2024 – Intro nostalgia
- 2025 – Corazón puro (con Rvfv e Morad)